# 이문세 4집
《이문세 4집》은 1987년 3월 10일에 발매한 대한민국 가수 이문세의 네 번째 음반이다. 유재하와 이정선의 곡이 함께 수록된 《3집》과 달리 4집은 오로지 이영훈이 작사, 작곡을 모두 하였으며, 기타리스트 김광석, 함춘호의 세션이 쓰였고 사랑과 평화에서 키보디스트를 한 김명곤이 편곡을 맡았다.
유재하의 《사랑하기 때문에》와 함께 본격적인 한국 팝 발라드의 포문을 열어젖힌 음반이라 할 수가 있으며, 국내 리스너들이 해외의 팝송에서 한국의 가요로 눈을 돌리게 만든 음반 중 하나다. 판매량은 가히 경이로운 수준으로 조사한 매체마다 좀 다르지만 대략 280만 장 이상을 팔았다고 하며, 1987년 골든 디스크 시상식 음반 대상 수상을 하였으며 이 음반의 공으로 이문세는 1988년 MBC 10대 가수로도 선정되었다. 그야말로 대중성과 음악성이 완벽하게 조화된 걸작이라 할 수 있겠다.
음반 수록곡들 거의 전부가 히트하였으며 특히 〈사랑이 지나가면〉과 〈그녀의 웃음소리뿐〉은 한국 대중음악의 수준을 한 단계 끌어올린 명곡으로 평가받는다.

## 수록곡
- Side B 5번 트랙 〈어허야 둥기둥기〉는 건전가요이다.

| #            | 제목                                                        | 작사·작곡    | 재생 시간 |
| ------------ | ----------------------------------------------------------- | ------------ | --------- |
| 1.           | 〈사랑이 지나가면〉                                         | 이영훈       | 4:12      |
| 2.           | 〈밤에 머무는 곳에〉                                        | 이영훈       | 4:14      |
| 3.           | 〈이별이야기 (지붕뚫고 하이킥! 삽입곡)〉 (duet with 고은희) | 이영훈       | 4:03      |
| 4.           | 〈그대 나를 보면〉                                          | 이영훈       | 3:22      |
| 5.           | 〈가을이 오면〉                                             | 이영훈       | 3:39      |
| 총 재생 시간 | 총 재생 시간                                                | 총 재생 시간 | 19:30     |

| #            | 제목                  | 작사·작곡    | 재생 시간 |
| ------------ | --------------------- | ------------ | --------- |
| 1.           | 〈깊은 밤을 날아서〉  | 이영훈       | 3:02      |
| 2.           | 〈슬픈 미소〉         | 이영훈       | 2:59      |
| 3.           | 〈굿바이〉 (Good Bye) | 이영훈       | 4:00      |
| 4.           | 〈그女의 웃음소리뿐〉 | 이영훈       | 6:38      |
| 5.           | 〈어허야 둥기둥기〉   |              | 2:06      |
| 총 재생 시간 | 총 재생 시간          | 총 재생 시간 | 16:39     |